# Metaphycus malabarensis
Metaphycus malabarensis is een vliesvleugelig insect uit de familie Encyrtidae. De wetenschappelijke naam is voor het eerst geldig gepubliceerd in 1975 door Mukerjee.